# Nathan Law
Nathan Law Kwun-chung (em chinês: 羅冠聰; Shenzhen, 13 de julho de 1993) é um ativista de Hong Kong. Em 2020, apareceu na lista de 100 pessoas mais influentes do mundo do ano pela Time.